# Steffen Rasmussen
Steffen Rasmussen (født 30. september 1982) er en dansk tidligere fodboldspiller. Han spillede størstedelen af sin karriere i AGF som målmand.

## Klubkarriere
Steffen Rasmussen kom til AGF som junior efter at have spillet for Stenvad BK. Han tog til Grenå IF. som 1. års senior – og vendte året efter tilbage til AGF som 2. års senior. Han fik sin debut i november 2002 imod OB. Han har siden spillet hele sin aktive karriere i AGF, og har i dag spillet over 400 førsteholdskampe for klubben. Over 200 af disse kampe er i superligaen, og han er derfor den AGF-spiller, som har spillet flest superligakampe for klubben.
Målmanden blev af fansene meget udskældt i sine første sæsoner for AGF, da han havde problemer med at komme ud i feltet efter bolde, og hans udspark ofte endte ud over sidelinjen. Men efter AGF i 2007 kom tilbage i Superligaen, trådte han i karakter og forbedrede sine svage sider i en sådan grad, at størstedelen af fansene mente, at han var 2007/08 sæsonens bedste spiller i AGF. Op til sæsonen 2008/09 blev Rasmussen udpeget af træner Ove Pedersen som anfører, et hverv han overtog fra angriber Peter Graulund.
Han blev i Tipsbladet kåret af sine kollegaer i Superligaen og 1. division som den næstbedste målmand i dansk fodbold i efteråret 2011 - kun overgået af FC Københavns svenske keeper Johan Wiland.
Inden indledningen af sæsonen 2015/16 fratog træner Glen Riddersholm anføreropgaven fra Steffen Rasmussen til fordel for Morten "Duncan" Rasmussen, idet førstnævnte dog fremover ville indgå i en fire mand stor ledergruppe i truppen. Han er noteret for et enkelt mål, som han scorede på et hjørnespark i de sidste minutter af en kamp mod AaB i marts 2016. Kampen endte 2-2.
I de fleste kampe i sæsonen 2016-2017 sad han på bænken, idet Aleksandar Jovanović var Riddersholms førstevalg på målmandsposten. Samme tendens fortsatte i den følgende sæson, også efter trænerskiftet til David Nielsen. I marts 2018 meddelte Rasmussen, at han ville indstille sin karriere efter sæsonens afslutning.

## Landsholdskarriere
Steffen Rasmussen har spillet to U21 landskampe for Danmark, hvor den ene endte med en sejr, og den andet med et nederlag. Begge kampe blev spillet i 2003.
Sidenhen har Steffen Rasmussen været udtaget til ligalandsholdet i januar 2010, hvor han spillede kampen mod Singapore, som man vandt med 5-1.
I efteråret 2012 blev Steffen Rasmussen for første gang udtaget til A-landsholdet til de to VM-kvalifikationskampe mod Bulgarien og Italien.